# Герджюш
Герджюш (тур. Gercüş) — город и район в провинции Батман (Турция).

## История
Район образован в 1926 году в составе провинции Мардин. В 1987 году из провинции Мардин была выделена провинция Батман, и район Герджюш вошёл в её состав.